# Anthidium chilense
Anthidium chilense är en biart som beskrevs av Maximilian Spinola 1851. Anthidium chilense ingår i släktet ullbin, och familjen buksamlarbin. Inga underarter finns listade i Catalogue of Life.